# Gruta Cosquer

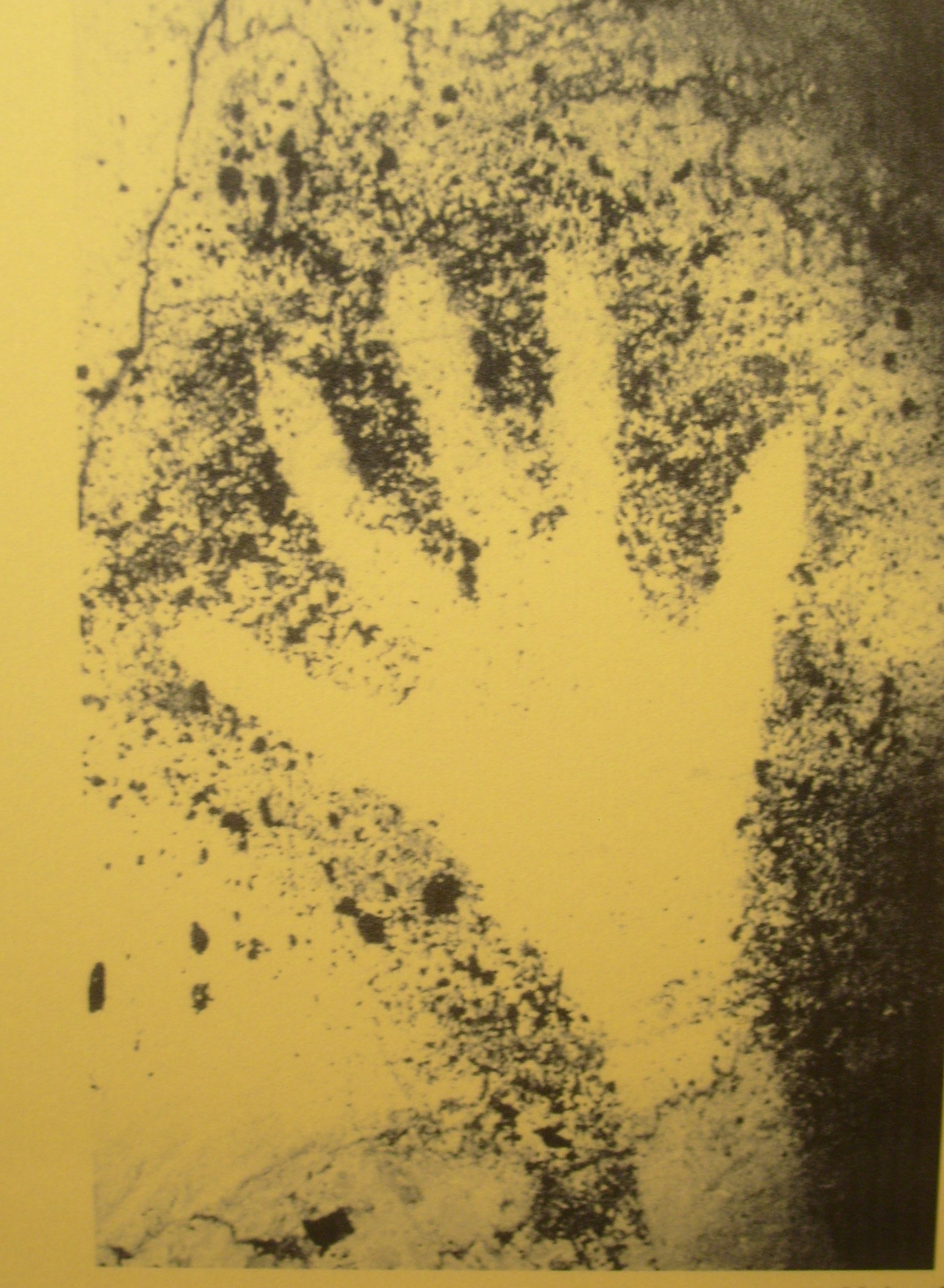
Plantilla de una mano humana de la gruta Cosquer, datada hace 27.000 AP, tal como se expone en el Museo Nacional de Arqueología de Saint-Germain-en-Laye, Francia.

La gruta Cosquer (del francés: Grotte Cosquer) es una cueva submarina famosa por contener pinturas prehistóricas del Paleolítico. La gruta está situada en la calanque de la Triperie, al este de Marsella, cerca del cabo Morgiou. Su entrada se encuentra a unos 37 m por debajo del nivel del mar Mediterráneo, y se piensa que pudo haber sido usada como santuario entre el 27 000 y el 19 000 a. C., antes de que su entrada quedase cubierta debido al aumento del nivel del mar. La gruta tiene más de 200 figuras parietales correspondientes a dos fases de ocupación, una en la fase del Gravetiense y otra en la del Solutrense.
Lleva el nombre de Henri Cosquer, el buzo francés que la encontró en 1985, aunque su descubrimiento no se hizo público hasta 1991, cuando tres buzos se perdieron en la cueva y murieron.

## Historia del descubrimiento
Henri Cosquer, un submarinista profesional de Cassis, descubrió la boca de la cueva casualmente en 1985. Pensando estar delante de una cueva interesante, entró recorriendo un oscuro pasillo submarino que tras unos 160 m bajo el agua conducía a una gran sala parcialmente inundada, de unos 50 m de diámetro y que presentaba numerosas estalactitas. Fue poco tiempo después, revelando las fotos tomadas, cuando Cosquer se dio cuenta de la marca de una mano con sólo tres dedos impresa en una pared mediante la técnica de estarcido. El buzo regresó luego a la cueva, esta vez en compañía de algunos amigos, y el descubrimiento resultó sorprendente: más de un centenar de figuras geométricas, de manos humanas y de animales, estaban pintadas en las paredes y cubiertas por una fina capa de calcita. La exploró poco a poco y la visitó varias veces junto a personas de su confianza sin dar parte a las autoridades de su existencia. Tras la muerte accidental de tres buzos en el pasillo de acceso, declaró la existencia de la gruta al «Quartier des affaires maritimes» de Marsella el 3 de septiembre de 1991. El expediente fue remitido a la Dirección de investigaciones arqueológicas submarinas (Direction des recherches archéologiques sous-marines, DRASM) y después al Servicio de Arqueología regional (Service régional de l'archéologie), dependiente del Ministerio de Cultura de Francia.·
El primer reconocimiento se llevó a cabo del 18 al 20 de septiembre de ese mismo año, con la ayuda de la nave de la DRASM, L'Archéonaute. Fue dirigida por Jean Courtin, paleontólogo, prehistoriador y buzo, y por Jean Clottes, especialista en arte parietal. Se estimó que las pinturas se remontarían a no menos de 20.000 años atrás, y, por lo tanto, serían más antiguas que las de Lascaux, que solamente tienen 13.000 años.
La cueva no quedó abierta al público y su entrada fue bloqueada con bloques de hormigón con el fin de preservarla y prevenir accidentes.
En junio de 1992, una nueva misión permitió el rodaje de la película Le Secret de la grotte Cosquer.

### Verificación de su autenticidad
La cueva fue visitada en otras ocasiones y estudiada por varios expertos que, sin embargo, debido a la sensacional edad de las pinturas y a no hallar pruebas fiables con carbono 14 (las pinturas eran demasiado antiguas para ser capaces de garantizar la edad), pensaban que era flagrantemente falsas, hechas ingeniosamente por el mismo Cosquer y sus amigos para hacerse publicidad. A favor de la sinceridad del buzo francés jugó un papel crucial la calcita que cubría los frescos: ésta se forma por sedimentación y ese proceso puede durar miles de años, siendo difícil de falsificar en poco tiempo.
La confirmación final de la autenticidad de las pinturas se produjo solo en 1998, cuando un estudio muy cuidadoso de los materiales utilizados para su producción descubrió restos de madera y de polen extintos en la zona desde la última era glacial. Por lo tanto, el conjunto parietal de Cosquer fue fechado en un período comprendido entre el 27 000 y el 19 000 a. C. Es por tanto más antiguo que Lascaux y uno de los más antiguos existentes en el mundo.
En 2002 y 2003, se concedió a Luc Vanrell autorización para realizar una nueva investigación y realizar un inventario de todas las pinturas.

## Descripción de la cavidad

Sección de la gruta y el túnel de entrada, mostrando el nivel del mar.

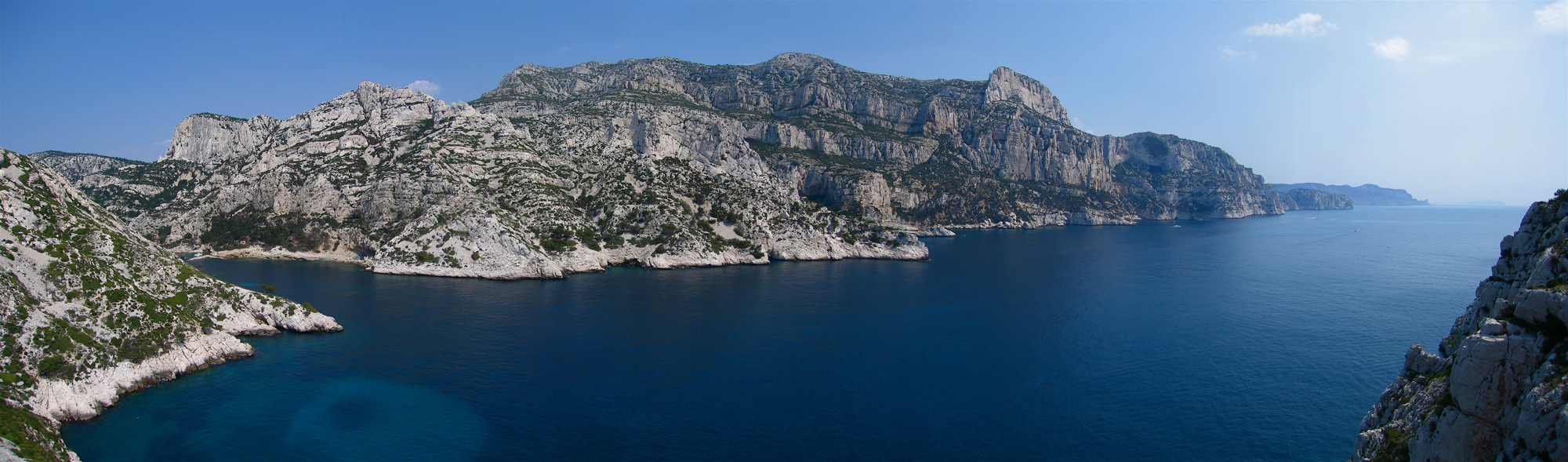
Panorama de los calanques de Morgiou y de Sugiton

A partir de la reconstrucción científica, se ha sido capaz de determinar que, hace 27.000 años, la cueva se encontraba a los pies de un barranco, ante el cual se encontraba probablemente una estepa: era el período de la última glaciación, por lo que el clima era mucho más severo comparable al actual de Noruega. La ribera del mar Mediterráneo estaba a una distancia de 10,8 km, con la entrada de la cueva a unos 120 m sobre el entonces nivel del mar. Los hombres prehistóricos (en su mayoría, cromañones) la frecuentaban con fines rituales o de caza, y se encontró que, en el período intermedio entre las diferentes dataciones de las pinturas, la cavidad fue abandonada. Cuando al inicio del Holoceno el nivel del mar comenzó a aumentar gradualmente la entrada de la gruta quedó sumergida.
La gruta es hoy accesible por un túnel de 175 metros de largo cuya entrada se encuentra a 37 metros bajo el nivel del mar actual. Tiene varias secciones:
- en las partes emergidas:
  - la Sala Norte;
  - la Gran Sala;
  - la Playa («Plage»);
  - el Arca (L'Arche);
  - el Caos (Le Chaos);
  - La Sala del Felino (Salle du Félin);
- en las partes sumergidas, todo o en parte:
  - el Pequeño Pozo inundado (Le Petit Puits noyé);
  - la Sala Baja;
  - el Gran Pozo inundado (Le Grand Puits noyé);
  - la Galería de acceso.

## El arte de la gruta Cosquer
Esta gruta tiene varias docenas de obras pintadas y grabadas, que, por el estilo y las representaciones, se dividen en dos períodos distintos del Paleolítico Superior que corresponderían a dos fases distintas de ocupación:
- una fase antigua, que tiene las manos negativas y trazos digitales, datada alrededor de hace unos 27 000 años (Gravetiense).[7] La gruta tiene 65 plantillas de mano, 44 negras y 21 rojas, hechas con la técnica del estarcido, apoyando la mano contra la pared, y soplando un polvo ocre sobre la roca.[3] Lo más llamativo en la gruta Cosquer, es que la mayoría de las manos estaban sin alguno, si no todos, los dedos. En este sentido, se han formulado diversas hipótesis, desde la mutilación ritual hasta de un verdadero alfabeto de signos. Hay presentes muchos restos grabados directamente en la pared, así como trazos bien visibles y huellas digitales dispuestas de una manera particular, pasando por las primeras figuras animales (algunos caballos y figuras similares a las de un ciervo incisas en la pared), hasta llegar a las que, con pocas dudas, son representaciones de un sexo femenino y un sexo masculino, lo que confirmaría el destino ritual de las incisiones.

- una fase más reciente que muestra signos y también pinturas y grabados figurativos, principalmente de animales, que datan de alrededor de hace unos 18-19 000 años (Solutrense). Los animales representados en esta segunda fase son: caballos, los animales más representados con 63 ejemplares, seguidos por 28 cabras, 17 venados, 10 bisontes y 7 uros. También aparecen, de forma original, 16 animales marinos, 9 focas, 3 alcas gigantes, medusas, peces o cetáceos.

En total, han sido identificados 177 animales. Un grabado ha sido interpretado como una representación del tema del "hombre herido". Hay numerosos signos (216), con 8 representaciones sexuales (2 masculinas y 6 femeninas) que completan el inventario. Obviamente, las figuras que han sobrevivido son aquellas que están por encima del nivel del mar: los científicos han calculado que habría muchas otras figuras que habrían sido, a lo largo de los milenios, borradas por el agua y los minerales.
El material utilizado para la realización de las pinturas consiste sobre todo en varios tipos de ocre y de carbón de madera mixta. El tipo de madera utilizada resultó revelador para la datación de la gruta, ya que pertenecían a pino silvestre y a pino negro, árboles extintos en el área desde al menos 10.000 años; también se encontraron en la madera restos de polen pertenecientes al abedul, un árbol típico de climas fríos, lo que confirmaría la época glacial. 
En este sentido, en el piso de la cueva se encontraron restos de un hogar, pero no había rastro de huesos o de útiles de la vida cotidiana. Esto confirmaría que la cueva no habría sido utilizada, ni en la primera ni en la segunda fase de frecuentación, como habitación o vivienda, sino más bien como un santuario, en el que los hombres prehistóricos harían incursiones breves y que estarían vinculadas a la realización de los dibujos y, posiblemente, a reunirse y celebrar ceremonias o rituales mágicos particulares para propiciar la caza. El estilo de estos animales (algunos simplemente tallados en la roca) es maravillosamente naturalista, si no moderno: el erudito Jean Clottes señaló que las figuras están representadas de perfil, pero que las orejas y los pies, acopladas, se muestran frontalmente para dar idea de tridimensionalidad.

## Estado actual
Debido a su ubicación actual por debajo del nivel del mar, que convierte en peligrosa su visita, y a la extrema fragilidad de sus pinturas rupestres, la cueva está cerrada al público. Se permite el acceso puntual sólo a especialistas autorizados. Su boca de entrada submarina, a 37 metros bajo el nivel del mar, se encuentra cerrada con bloques de hormigón y una reja metálica encadenada.
Se llegó a presentar un proyecto para hacer accesible la cueva desde tierra firme con la ayuda de un ascensor subterráneo pero dicho proyecto se rechazó por las consecuencias que surgirían debido al cambio que así se provocaría en la especial presión atmosférica existente en el interior de la cueva: ésta llega a alcanzar puntualmente los 1140 mbar, siendo la mínima presión atmosférica alcanzada en su interior de 1080 mbar. Este fenómeno está provocado por la entrada de burbujas de aire disueltas en el agua de mar que se filtra hasta el interior de la cueva a través de largas fisuras submarinas en la roca cuasi horizontales y que así se van acumulando en el interior de la cueva, quedando atrapado el aire por sus paredes, en la actualidad impermeables debido a la acumulación de calcita. A consecuencia de esta sobrepresión atmosférica el nivel del agua en el interior de la cueva es un metro inferior al nivel del mar en el exterior de la misma, lo que felizmente ha permitido que se conserven hasta nuestros días algunas pinturas que se encuentran actualmente a escasos centímetros del nivel del agua en el interior de la cueva, cuando no directamente en esa misma cota.
El 4 de junio de 2022 se inaugura un Museo ("Cosquer Méditerranée") en la cercana ciudad de Marsella exclusivamente sobre esta cueva en el que se encuentra una réplica de la misma realizada por un completo equipo de arqueólogos, hidrogeólogos, geómetras y artistas especializados en reproducciones fidedignas musealizables de arte rupestre. Siendo el espacio disponible en el Museo inferior al de la cueva real, la réplica en él instalada ha sido adaptada en alguna de sus dimensiones, si bien se han mantenido idénticas al original en las secciones con pinturas rupestres.